# Episodi di Cardfight!! Vanguard G
Cardfight!! Vanguard G (カードファイト!! ヴァンガードG?, Kādofaito!! Vangādo G) è stato trasmesso originalmente in Giappone dal 26 ottobre 2014 al 4 ottobre 2015 su TV Tokyo per un totale di 48 episodi. Le sigle d'apertura sono Break It di Mamoru Miyano (ep. 197-222) e Generation! dei JAM Project (ep. 223-244). Le sigle di chiusura invece sono Cheering On for You (だから元気 for YOU?, Dakara Genki for You) di Izumi Kitta (ep. 197-209), NEXT PHASE di Emi Nitta (ep. 210-222), flower di Ayako Nanakomori (ep. 223-232), Dazzling Bravery! (メクルメク勇気!?, Mekurumeku Yūki!) delle Starmarie (ep. 233-244).

Il logo della serie

Ambientata tre anni dopo gli eventi di Legion Mate, la storia presenta tre nuovi personaggi principali: Chrono Shindou, Shion Kiba e Tokoha Anjou a Card Capital 2. Inoltre nel corso della serie compaiono anche vecchie conoscenze come Shin Nitta, il quale è il manager di Card Capital 2, Kamui Katsuragi che svolge un lavoro part-time e Misaki Tokura, che è l'attuale proprietaria del franchise di Card Capital.

## Lista episodi
| Nº serie | Nº      | Titolo italiano (traduzione letterale) Giapponese 「Kanji」 - Rōmaji                       | In onda           | In onda |
| Nº serie | Nº      | Titolo italiano (traduzione letterale) Giapponese 「Kanji」 - Rōmaji                       | Giapponese        |         |
| 1 (197)  | Turn 1  | Chrono Shindou 「進藤クロノ」 - Shindō Kurono                                              | 26 ottobre 2014   |         |
| 2 (198)  | Turn 2  | Kamui Katsuragi 「葛木カムイ」 - Katsuragi Kamui                                           | 2 novembre 2014   |         |
| 3 (199)  | Turn 3  | Kouji Ibuki 「伊吹コウジ」 - Ibuki Kōji                                                    | 9 novembre 2014   |         |
| 4 (200)  | Turn 4  | Shion Kiba 「綺場シオン」 - Kiba Shion                                                     | 16 novembre 2014  |         |
| 5 (201)  | Turn 5  | Tokoha Anjou 「安城トコハ」 - Anjō Tokoha                                                  | 23 novembre 2014  |         |
| 6 (202)  | Turn 6  | Mamoru Anjou 「安城マモル」 - Anjō Mamoru                                                  | 30 novembre 2014  |         |
| 7 (203)  | Turn 7  | L'orgoglio di Shion 「シオンの誇ほこり」 - Shion no hokori                                 | 7 dicembre 2014   |         |
| 8 (204)  | Turn 8  | Bella Nagisa 「麗うるわしのナギサ」 - Uruwashi no Nagisa                                   | 14 dicembre 2014  |         |
| 9 (205)  | Turn 9  | Il baule del tesoro di Tokoha 「トコハの宝箱」 - Tokoha no takaramono                      | 21 dicembre 2014  |         |
| 10 (206) | Turn 10 | Jaime Alcaraz 「ハイメアルカラス」 - Haime Arukarasu                                       | 28 dicembre 2014  |         |
| 11 (207) | Turn 11 | La carta di Jaime 「ハイメのカード」 - Haime no Kādo                                       | 11 gennaio 2015   |         |
| 12 (208) | Turn 12 | Chrono contro Jaime 「クロノ VS ハイメ」 - Kurono VS Haime                                 | 18 gennaio 2015   |         |
| 13 (209) | Turn 13 | Notte a Card Capital 「カードキャピタルの夜」 - Kādo Kyapitaru no yoru                     | 25 gennaio 2015   |         |
| 14 (210) | Turn 14 | Takeru il vagabondo 「風来坊 タケル」 - Fūraibō Takeru                                     | 1º febbraio 2015  |         |
| 15 (211) | Turn 15 | Il fantasma mascherato 「仮面ゴースト」 - Kamen Gōsuto                                     | 8 febbraio 2015   |         |
| 16 (212) | Turn 16 | Mamoru il leader del clan 「クランリーダー・マモル」 - Kuran Rīdā Mamoru                   | 15 febbraio 2015  |         |
| 17 (213) | Turn 17 | Chrono contro Tokoha 「クロノVSトコハ」 - Kurono VS Tokoha                                 | 22 febbraio 2015  |         |
| 18 (214) | Turn 18 | Vortice Cupido 「うずまきキューピッド」 - Uzumaki Kyūpiddo                                 | 1º marzo 2015     |         |
| 19 (215) | Turn 19 | Il potere dei legami! X-tigre 「絆の力！ エクスタイガー」 - Kizuna no chikara! Ekusu-taigā | 8 marzo 2015      |         |
| 20 (216) | Turn 20 | Ancora senza nome 「まだない名前」 - Mada nai namae                                        | 15 marzo 2015     |         |
| 21 (217) | Turn 21 | Falsa lotta 「偽りのファイト」 - Itsuwari no Faito                                         | 22 marzo 2015     |         |
| 22 (218) | Turn 22 | Messia 「メサイア」 - Mesaia                                                               | 29 marzo 2015     |         |
| 23 (219) | Turn 23 | Gli Oscuri 「ダークな奴ら」 - Dāku na yatsura                                              | 5 aprile 2015     |         |
| 24 (220) | Turn 24 | Ibuki contro Mamoru 「伊吹VSマモル」 - Ibuki VS Mamoru                                     | 12 aprile 2015    |         |
| 25 (221) | Turn 25 | Nascita di una squadra 「チーム 誕生」 - Chīmu tanjō                                       | 19 aprile 2015    |         |
| 26 (222) | Turn 26 | Taiyou Asukawa 「明日川タイヨウ」 - Asukawa Taiyō                                          | 26 aprile 2015    |         |
| 27 (223) | Turn 27 | Yuichirou Kanzaki 「神崎ユウイチロウ」 - Kanzaki Yūichirō                                  | 3 maggio 2015     |         |
| 28 (224) | Turn 28 | Di nuovo, il vagabondo 「風来坊、再び」 - Fūraibō, futatabi                                | 10 maggio 2015    |         |
| 29 (225) | Turn 29 | Squadra Demise 「チーム・ディマイズ」 - Chīmu Dimaizu                                      | 17 maggio 2015    |         |
| 30 (226) | Turn 30 | Rin Hashima 「羽島リン」 - Hashima Rin                                                     | 24 maggio 2015    |         |
| 31 (227) | Turn 31 | Shouma Shinonome 「東雲ショウマ」 - Shinonome Shōma                                        | 31 maggio 2015    |         |
| 32 (228) | Turn 32 | L'inizio di una lunga estate 「長い夏の始まり」 - Nagai natsu no hajimari                  | 7 giugno 2015     |         |
| 33 (229) | Turn 33 | Chrono contro Shion 「クロノVSシオン」 - Kurono VS Shion                                   | 14 giugno 2015    |         |
| 34 (230) | Turn 34 | La principessa sirena di Magallanica 「メガラニカの人魚姫」 - Megaranika no ningyo hime    | 21 giugno 2015    |         |
| 35 (231) | Turn 35 | Shin Nitta 「新田 シン」 - Nitta Shin                                                      | 28 giugno 2015    |         |
| 36 (232) | Turn 36 | Santuario unito 「ユナイテッド・サンクチュアリ」 - Yunaiteddo Sankuchuari                  | 5 luglio 2015     |         |
| 37 (233) | Turn 37 | Addestratore di cani 「ドッグトレーナー」 - Doggu Torēnā                                   | 12 luglio 2015    |         |
| 38 (234) | Turn 38 | Carta miracolo 「きせきのカード」 - Kiseki no Kādo                                         | 19 luglio 2015    |         |
| 39 (235) | Turn 39 | Eclissi solare 「日蝕」 - Nisshoku                                                         | 2 agosto 2015     |         |
| 40 (236) | Turn 40 | Prossima fase 「ネクステージ」 - Neku Sutēji                                               | 9 agosto 2015     |         |
| 41 (237) | Turn 41 | Tokoha contro Rin 「トコハVSリン」 - Tokoha VS Rin                                         | 16 agosto 2015    |         |
| 42 (238) | Turn 42 | Shion contro Shouma 「シオンVSショウマ」 - Shion VS Shōma                                  | 23 agosto 2015    |         |
| 43 (239) | Turn 43 | Forza Stride 「ストライドフォース」 - Sutoraido Fōsu                                       | 30 agosto 2015    |         |
| 44 (240) | Turn 44 | Chrono contro Taiyou 「クロノVSタイョウ」 - Kurono VS Taiyō                                | 6 settembre 2015  |         |
| 45 (241) | Turn 45 | Chrono contro Kanzaki 「クロノVS神崎」 - Kurono VS Kanzaki                                 | 13 settembre 2015 |         |
| 46 (242) | Turn 46 | Il potere di trascendere 「超越する力」 - Chōetsu suru chikara                             | 20 settembre 2015 |         |
| 47 (243) | Turn 47 | Chrono contro Ibuki 「クロノVS伊吹」 - Kurono VS Ibuki                                     | 27 settembre 2015 |         |
| 48 (244) | Turn 48 | Conclusione 「決着」 - Ketchaku                                                            | 4 ottobre 2015    |         |